# Леман (права притока Ками)
Лема́н (рос. Леман) — річка на південному сході Кіровської області, ліва притока річки Кама. Протікає територією Афанасьєвського району.
Річка бере початок на схилах Верхньокамської височини на північний захід від присілку Андрієнки. Спочатку протікає на південний схід, потім повертає на південь та південний захід. Нижня течія спрямована спочатку на схід, потім південь, а потім знову на схід, останній кілометр — на північний захід. Береги заліснені, місцями заболочені. Приймає багато приток, найбільшими з яких праві Малий Леман, Подшиваха, Велика Річка, Ольховка та ліві Малий Полуденчак, Кушер, Єрдва.
Над річкою розташовані присілки Андрієнки, Слобода, Нижня Колотовка, в гирлі — Гордіно.